# Júlia Takács
Júlia Takács Nyerges (* 29. Juni 1989 in Budapest) ist eine ungarisch-spanische Geherin. Takács ist in Ungarn geboren, besitzt aber seit 2008 die spanische Staatsbürgerschaft und startet international für Spanien.

## Sportliche Laufbahn
Takács startete bei den Olympischen Spielen 2016 im 20-km-Gehen. Sie belegte in einer Zeit von 1:33:45 h den 33. Platz.
Bei den Europameisterschaften 2018 in Berlin gewann zunächst hinter Inês Henriques und Alina Zwilij die Bronzemedaille. Alina Zwilij wurde ihre Silbermedaille aufgrund eines Dopingvergehens nachträglich aberkannt. Takács belegte daher mit ihrer Zeit von 4:15:22 h den zweiten Platz im 50-km-Gehen.

## Erfolge
| Jahr | Meisterschaft                       | Austragungsort | Platzierung | Disziplin              | Zeit      |
| ---- | ----------------------------------- | -------------- | ----------- | ---------------------- | --------- |
| 2008 | Juniorenweltmeisterschaft           | Bydgoszcz      | 6. Platz    | 10.000 Meter Bahngehen | 45:58 min |
| 2009 | European Race Walking Cup           | Metz           | 11. Platz   | 20 km Straßengehen     | 1:37:01 h |
| 2009 | U23-Europameisterschaften           | Kaunas         | 5. Platz    | 20 km Straßengehen     | 1:36:49 h |
| 2010 | World Race Walking Cup              | Chihuahua      | 26. Platz   | 20 km Straßengehen     | 1:40:58 h |
| 2010 | Ibero-Amerikanische Meisterschaften | San Fernando   | 2. Platz    | 10.000 Meter Bahngehen | 43:35 min |
| 2011 | European Race Walking Cup           | Olhão          | 10. Platz   | 20 km Straßengehen     | 1:33:09 h |
| 2011 | U23-Europameisterschaften           | Ostrava        | 1. Platz    | 20 km Straßengehen     | 1:31:55 h |
| 2011 | Universiade                         | Shenzhen       | 1. Platz    | 20 km Straßengehen     | 1:33:51 h |
| 2012 | World Race Walking Cup              | Saransk        | 10. Platz   | 20 km Straßengehen     | 1:32:05 h |
| 2013 | European Race Walking Cup           | Dudince        | 22. Platz   | 20 km Straßengehen     | 1:37:22 h |
| 2013 | Weltmeisterschaften                 | Moskau         | 9. Platz    | 20 km Straßengehen     | 1:29:25 h |
| 2014 | World Race Walking Cup              | Taicang        | 29. Platz   | 20 km Straßengehen     | 1:30:43 h |
| 2016 | World Race Walking Cup              | Rom            | 13. Platz   | 20 km Straßengehen     | 1:29:47 h |
| 2016 | Olympische Spiele                   | Rio de Janeiro | 33. Platz   | 20 km Straßengehen     | 1:33:45 h |
| 2018 | World Race Walking Cup              | Taicang        | 8. Platz    | 50 km Straßengehen     | 4:16:37 h |
| 2018 | Europameisterschaften               | Berlin         | 2. Platz    | 50 km Straßengehen     | 4:15:22 h |
| 2018 | Ibero-Amerikanische Meisterschaften | Trujillo       | 5. Platz    | 10.000 Meter Bahngehen | 45:15 min |
| 2019 | Weltmeisterschaften                 | Doha           | 8. Platz    | 50 km Straßengehen     | 4:38:20 h |